# 지진석
지진석(1998년 8월 18일 ~ )은 대한민국의 가수다. 2019년 싱글 앨범 [Good Night]으로 데뷔했다.

## 방송
- 언더나인틴 (2018) - Top25(24위)
- 보이스킹 (2021) - Top68(47위)
- 아티스탁 게임 (2022) - Top48(35위)

## 공연
- 지진석 SHOW－CON 〈My Diary〉 (2019)
- 더 스테이지: k-pop 아이돌 도전기 (2020)
- 브릴리언트 : 찬란하게 빛나던 - 서울 (2021)